# Linnaemya picta
Linnaemya picta är en tvåvingeart som först beskrevs av Johann Wilhelm Meigen 1824.  Linnaemya picta ingår i släktet Linnaemya och familjen parasitflugor. Arten har ej påträffats i Sverige. Inga underarter finns listade i Catalogue of Life.